# フリースタイルダンジョン
『フリースタイルダンジョン』（FREESTYLE DUNGEON; FSD）は、テレビ朝日にて、2015年9月30日（29日深夜）から2020年7月1日（6月30日深夜）にかけて、毎週水曜1:26 - 1:56（火曜深夜）（JST）に放送されていたバラエティ番組である。
インターネットテレビ局・AbemaTVのAbemaSPECIALチャンネルおよびABEMAビデオでも配信されていた。

## 概要
フリースタイル（即興）のラップバトルで、チャレンジャーが「モンスター」と呼ばれる強豪ラッパーと戦い、勝ち抜いて賞金獲得を目指す番組。「ダンジョン」という番組名、プロの強豪ラッパーのことを「モンスター」と称していることなど、従来のMCバトルにRPG要素を取り入れたのが特徴。
メインであるバトルの他、番組後半にはゲストによるライブが毎週放送されている。
放送開始時の収録場所はかつて有楽町に存在したCLUB DIANAであり、後にSTUDIO COASTへと変更された。一般の観覧募集も行っていた。1回の収録は3〜4時間ほどで、1ヶ月の放送分をまとめ撮りする形で行われていた。

### 歌詞テロップと「コンプラ」表示
バトル中の歌詞は全て文字起こしされ、テロップを付けて放送されている。歌詞は番組のADが一度文字に書き起こし、それを出演者自身にチェックしてもらっている。演出の岡田純一は、「テロップはマイクから言葉が出るような表現にしている」とこだわりを語っている。番組開始当初スタッフは、「歌詞にテロップを付けるかどうか」と悩んだらしいが、「テレビなのでわかりやすく」と割り切りテロップを表示させることを決断したという。
また、放送上不適切な内容が含まれる場合は該当箇所の音声がカットされ（バトルビートのみになる）、その部分のみ字幕はコンプラという表示に差し替えられる。
通常、放送にふさわしくない単語については「ピー音」を流すのが慣例であったが、番組で審査員も務めるKEN THE 390は「ピー音では、その言葉を言った人が悪く映ってしまう。それを「コンプライアンスにより流せませんでした」と説明することで「テレビ側の都合」というニュアンスが出て、発言者の責任が薄まる」とし、この表示により出演者が発言内容を気にする必要が少なくなるという利点を指摘している。この「コンプラ」表示は構成作家の鈴木おさむの発案であり、「『コンプラ』って言葉はすごい発明だ」と多くの人から誉められたという。

### 番組の立ち上げ
番組開始のきっかけは、2015年当時すでに人気のあった『BAZOOKA!!!』（BSスカパー!）内の企画「高校生RAP選手権」
である。この番組を見たサイバーエージェントの藤田晋がMCバトルに興味を持ち、Zeebraに「『高校生RAP選手権』みたいなMCバトルの企画をテレビ朝日でできないか」と相談を持ちかけた。そしてZeebraが「高校を卒業したラッパーたちも戦える舞台を作ったらどうか」と考え、放送作家の鈴木おさむやフリーのテレビディレクター岡田純一とともに番組の草案を作り上げ、企画書を制作。藤田がその企画を気に入り、テレビ朝日の制作スタッフとミーティングが行われた。
このミーティングでは、制作スタッフから「テレビ向けにわかりやすい演出を」という意見が出た。そこで草案時点のタイトルだった『フリースタイルダンジョン』という言葉を掘り下げ、RPGの要素を強くした。「クリティカルヒット」（審査員が全員一致の場合、一発で勝敗が決る）という番組オリジナルルールを設定したり、キャラクターの立ったレギュラーMCを「モンスター」と命名し、「チャレンジャーがモンスターを倒す」という形式をとることにした。
また、演出の岡田いわく「一番の課題」だったのが、「MCバトル中に頻繁に歌詞中に登場する放送禁止用語をどうするか」という問題であった。テレビ製作スタッフとの打ち合わせでは、「禁止用語を絶対に言わない」というルールを決めてなんとか企画を通す形になった。実際の番組上ではその取り決めは無視され、歌詞中にそのような言葉が出てきたという。これに対して放送作家の鈴木は「放送禁止用語をピー音で消すのは簡単だけど、それだと面白くない」と感じ、その頃ちょうど「『コンプライアンス』という言葉が会議でめっちゃ言われるようになって腹立ってた」と言うことで、それを逆手に取って「『コンプラ』というマークを貼り付けるのはどうですか」と提案したところ、Zeebraがそれを気に入り採用された。

### 番組の終焉
2020年4月14日の放送分より、新型コロナウイルス感染拡大の影響で無観客での収録が行われたものが放送されており、以後番外編企画や過去のバトルの総集編などを放送していたが、同年6月24日、6月30日の放送をもって番組を終了することが発表された。併せて、次番組にあたる『フリースタイルティーチャー』の放送開始も発表された。6月30日、特別企画「若手に未来を感じたバトル!ベストセレクション」を放送し終了した。
番組終了の一因として、Zeebraはインターネットラジオ番組『Zeebra's LUNCHTIME BREAKS』の中で、番組のレギュラー出演者だったUZIおよび漢 a.k.a. GAMIの不祥事による影響を挙げた。Zeebraは「（麻薬などの過激な内容も扱う）漢のリリック（歌詞）が、不祥事によってエンターテインメントではなくなってしまった。それをエンターテインメントとして売った俺の責任もある」「不祥事が続くような番組は続けられないのはしょうがない」としつつ、5年近くにわたり番組に携わったテレビ朝日やサイバーエージェント、製作スタッフへの感謝を述べた。

## 対戦ルール

### 基本ルール
バトルの前に司会者より説明されるルールは以下の通りである。
- 3ラウンド勝負で、2ラウンド先取で勝利。
- 判定が審査員満場一致になると「クリティカルヒット」となり、その時点で勝利が確定する。
- 相手への過度なボディタッチは減点対象となる。
- チャレンジャーが全ラウンドの先攻・後攻を選択できる。

試合の前に、まずバトルビート（試合中に流れる楽曲）の確認として楽曲がワンフレーズ流れる（この部分はオンエアではカットされていることが多い）。その後にチャレンジャーが先攻・後攻のどちらにするかを宣言し、バトル開始。ジャッジは5人の審査員の票による多数決方式。バトル後に審査員5人が1票ずつ投じ、獲得票の多かった側がそのラウンドの勝者となる。2ラウンド先取でそのバトルは勝利となる。
勝利したチャレンジャーはご褒美として賞金を獲得し、かつ賞金の増額をかけて次のモンスターと対決できる権利を得る。モンスターに敗北した場合は、それまで獲得した賞金は全て没収となる。途中でドロップアウトして、賞金を持ち帰ることも可能である。チャレンジャーは対戦相手のモンスターを指名することはできない。

### 獲得賞金リスト
モンスターに勝利することで、ご褒美として賞金が与えられる。勝ち抜く度に以下のリストに倣って賞金の獲得額が増加し、5戦目のラスボスを倒すことにより手に入る最高獲得賞金額は100万円となる。
| 1st BATTLE   | 10万円  |
| 2nd BATTLE   | 20万円  |
| 3rd BATTLE   | 30万円  |
| 4th BATTLE   | 50万円  |
| FINAL BATTLE | 100万円 |

### ルールの変遷
番組の放送開始以降、試合のルールや番組の演出が数度に渡って変更されている。以下に、変更内容を記載する。

#### 1st season
ラスボス・般若を含めモンスターは5人。バトルは8小節2ターンの3本勝負で全て個人戦。
- Rec1ではチャレンジャーは1本目のみ先攻後攻を選択でき、2本目以降チャレンジャーとモンスターで先攻後攻が入れ替わる。審査は判定が書かれた用紙が回収され、進行により結果発表されていた。また、以下のように獲得賞金が以降のRecより少なく設定されていた。

| 1st BATTLE   | 10万円 |
| 2nd BATTLE   | 15万円 |
| 3rd BATTLE   | 20万円 |
| 4th BATTLE   | 30万円 |
| FINAL BATTLE | 50万円 |

- Rec2から現行の獲得賞金額に変更された。全ての試合でチャレンジャーが先攻後攻を選べるようになった。審査は各審査員がボタンを押して判定する形式に変更され、一目で勝敗が判るようになった。
- Rec4から移動式のステージが無くなり、チャレンジャーやモンスターは歩いてステージへ入場するようになる。「隠れモンスター」システムが追加。ラスボス般若以外の4人のモンスターとは違う隠れモンスターが出現する可能性がある(4人+隠れモンスターではなく、通常のモンスターが出現する代わりに隠れモンスターが出るので、ラスボス般若と戦うために勝たなければいけないモンスターは4人のまま)。

#### 2nd season
モンスターが2人増員(通常のモンスター6人の中から4人のセレクションとなるので、ラスボスと戦うために勝たなければいけないモンスターは4人のまま)。また隠れモンスターシステムは廃止。
- Rec2より収録会場が有楽町のCLUB DIANAから新木場のSTUDIO COASTに変更。

#### 3rd season
MCバトルイベント「As One」を参考とした、3人1チームのチームエントリー制に改定。隠れモンスター1人を含む7人のモンスターが振り分けられた「1on1」「1on1」「2on2」「3on3」の4つのステージ（順番はランダム）で全て勝利すれば、100万円を賭けてラスボス般若戦（1on1）に挑む事ができる。またバトルの尺は8小節3ターンに変更。
- Rec5から上記の「団体戦」と並行して実施する形で「シングル戦」が復活。ルールは8小節3ターン制であること以外は2nd seasonと同様に、モンスター4人抜きでラスボス般若戦に挑む形。

#### 4th season
「団体戦」から「シングル戦」に改訂。モンスターの総入れ替えが行われ「2代目モンスター」となった(ラスボスは変わらず般若のまま)。また、対戦相手へのボディタッチは減点評価になるというルールが加えられた。バトルの尺は3rd seasonから引き継いで「8小節3ターン制」のまま。
- Rec4からバトルの尺が短くなり「8小節2ターン制」に変更。

#### 5th season
基本ルールは4th seasonと同様。新たな進行役としてサイプレス上野が出演。
- Rec3より各回にサブタイトルが付けられ、一つのテーマに沿ったチャレンジャーが登場するようになる。回によっては特別ルールが採用される。なお番組ホームページにて募集したリクエストから選出されたチャレンジャーが登場する際はこの限りではない。
- Rec3「初代モンスターvs2代目モンスター」チャレンジャーの代わりに初代モンスターが1人ずつ登場し、2代目モンスターと対戦。4th BATTLEを勝利するかそこまでに負けた時点で終了となり、ラスボス般若は参加しない特別ルール。あくまで「モンスターとしてのプライドを賭けた勝負」であるため賞金システムは無し。バトルの先攻後攻はROUND1のみジャンケンで勝ったほうが選択し、以降は直前のROUNDで先攻だった方に選択権が与えられる。また、サイプレス上野がバトルに参加するため司会進行はZeebraが単独で行う。4連勝達成者は出なかった。
- Rec7「BATTLE OF REGGAE DEEJAY」レゲエ界のDeejay5人がチャレンジャーとして登場。基本的なルールは通常回と同様だが、バトルビートの選曲が第1ラウンドはレゲエ、第2ラウンドはヒップホップに固定され、第3ラウンドはチャレンジャー側が「ビートの選択権」もしくは「先攻後攻の選択権」のどちらかを得られる特別ルールを採用。また司会者席にレゲエ側のオーガナイザーとしてSPICY CHOCOLATEのKATSUYUKIが出演。
- Rec8「BATTLE OF BLACK MONSTER」過去に参戦した強豪チャレンジャーを中心とした「ブラックモンスター」10人[16] と、般若を含む2代目モンスターに漢 a.k.a.GAMI、DOTAMA、R-指定の初代モンスター3人を加えた「ダンジョンモンスター」10人による対抗戦。10対10の勝ち抜き戦で先に相手を全滅させた方の勝利。先攻後攻はROUND1のみジャンケンで勝ったほうが選択し、以降は直前のROUNDを落とした方に選択権が与えられる。なお、ブラックモンスター10人は全員最初に揃って登場した一方、初代モンスター3人はシークレットとなり、出番が来るまで視聴者にも正体が明かされなかった。また、このRecのみ収録が2回に分けて行われた（Rec8-5以降が後半戦）。ダンジョンモンスターが7人目でブラックモンスターを全滅させ、ダンジョンモンスターが勝利した。

出場順番
| 順番 | BLACK MONSTER | DUNGEON MONSTER     |
| ---- | ------------- | ------------------- |
| 1    | Novel Core    | 裂固                |
| 2    | じょう        | 漢 a.k.a.GAMI       |
| 3    | ミステリオ    | ACE                 |
| 4    | BASE          | DOTAMA              |
| 5    | CIMA          | FORK(ICE BAHN)      |
| 6    | ID            | 崇勲                |
| 7    | 9for          | 輪入道              |
| 8    | SAM           | 呂布カルマ          |
| 9    | peko          | R-指定(Creepy Nuts) |
| 10   | 晋平太        | 般若                |

- Rec9「BATTLE OF BLACK MONSTER 団体戦」Rec8に引き続き「ブラックモンスター」10人と「ダンジョンモンスター」10人による対抗戦の第二弾。10人を下記の4グループに分け、2on2・2on3・3on3での総当たり戦を行い全16試合の勝数が多いチームの勝利。バトルは8小節3ターンの1ROUNDのみで、先攻後攻は代表者によるジャンケンで勝ったほうが選択する。結果、ダンジョンモンスターが9勝、ブラックモンスターが7勝で、勝ち抜き戦に引き続きダンジョンモンスターが勝利した。

出場者・チーム編成
| BLACK MONSTER            | DUNGEON MONSTER           |
| ------------------------ | ------------------------- |
| じょう・Novel Core・9for | 裂固・輪入道・ACE         |
| SAM・ID                  | DOTAMA・崇勲              |
| 晋平太・peko             | R-指定・呂布カルマ        |
| ミステリオ・BASE・CIMA   | FORK・般若・漢 a.k.a.GAMI |

- Rec9-6「ラスボス般若 引退試合」 Rec9-5のエンディングにて般若が約3年半務めたラスボスを降板することを発表。後継者に指名したR-指定と最後のバトルを行った。対戦は基本ルールと同様に8小節2ターンの3本勝負。ROUND1で般若がクリティカルヒットで勝利したものの審査員のいとうせいこうらの提言により特別ルールとして試合を続行。ROUND2はR-指定がクリティカルヒットを返し、ROUND3は「審査を聞くのは野暮」として勝敗を決めない形での幕引きとなった。バトルの先攻後攻は3本とも般若が先攻を選択した。

#### 6th season
新たなラスボスにR-指定(Creepy Nuts)が就任。
- Rec1「BATTLE OF MONSTER維新軍」「モンスター維新軍」9人[17] と「ダンジョンモンスター」8人[18] による対抗戦。ルールは5th season Rec8と同様のシングルマッチによる勝ち抜き式だがダンジョンモンスター側は1人少ない状態で戦うハンデ戦。なお、当初は2代目6人＋R指定の7人がダンジョンモンスターとされていたが、10th battleにおいてZeebraが「次のダンジョンモンスターはこいつだ！」とサイプレス上野を指名し、結果的に8人が参加する形となった。ダンジョンモンスターが7人目で維新軍を全滅させ、ダンジョンモンスターの勝利となった。

出場順番
| 順番 | MONSTER維新軍            | DUNGEON MONSTER     |
| ---- | ------------------------ | ------------------- |
| 1    | Dragon One               | 崇勲                |
| 2    | HARDY                    | 裂固                |
| 3    | T-TANGG                  | ACE                 |
| 4    | ONE a.k.a.ELIONE         | 輪入道              |
| 5    | 歩歩                     | サイプレス上野      |
| 6    | TK da 黒ぶち             | FORK(ICE BAHN)      |
| 7    | ふぁんく                 | 呂布カルマ          |
| 8    | MC☆ニガリ a.k.a.赤い稲妻 | R-指定(Creepy Nuts) |
| 9    | NAIKA MC                 |                     |

- Rec2「BATTLE OF MONSTER維新軍 団体戦」5th seasonの「BATTLE OF BLACK MONSTER」と同じく勝ち抜き戦の後に団体戦を開催。「モンスター維新軍」とサイプレス上野、DOTAMAの2人を加えた「ダンジョンモンスター」9人を下記の4グループに分け、2on2・2on3・3on3での総当たり戦を行い全16試合の勝数が多いチームの勝利。ルールは5th season Rec9と同様。両軍ともに8勝8敗となり、両チームが任意のグループを1組ずつ再編成し「優勝決定戦」を行った（モンスター維新軍：T-TANGG・Tk da 黒ぶち、ダンジョンモンスター：R-指定・FORK・呂布カルマ）結果、ダンジョンモンスターが勝利。この収録のエンディングにて2代目モンスターの卒業が発表された。

出場者・チーム編成
| MONSTER維新軍                  | DUNGEON MONSTER                |
| ------------------------------ | ------------------------------ |
| ふぁんく・Dragon One・T-TANGG  | ACE・呂布カルマ・崇勲          |
| HARDY・MC☆ニガリa.k.a.赤い稲妻 | 輪入道・裂固                   |
| 歩歩・NAIKA MC                 | FORK(ICE BAHN)・サイプレス上野 |
| Tk da 黒ぶち・ELIONE           | R-指定(Creepy Nuts)・DOTAMA    |

#### 7th season
モンスターの一部入れ替えが行われ、「3代目モンスター」となった(ラスボスのR-指定、2代目モンスター勝率上位2名の呂布カルマ・FORKは続投)。また番組ロゴやテロップなどの演出がリニューアルされた。
- Rec1「3代目モンスター決定戦」3代目モンスターの6人中未定となっている1枠をトーナメント戦によって決定する。出場者は2代目モンスターのACE、崇勲、裂固、輪入道、ブラックモンスターよりじょう、peko、モンスター維新軍よりTK da 黒ぶち、T-TANGG。予選および準決勝は8小節3ターンの3本勝負、決勝戦は5本勝負になり3本先取（もしくは3本取られる前にクリティカルで勝利）した方の勝利。また、先攻後攻はジャンケンで勝ったほうに選択権が与えられ、以降は前ラウンドの先攻だったほうに与えられる。結果、TK da 黒ぶちが決勝戦で輪入道に勝利し3代目モンスターに選出されることとなった。
- Rec2より約8ヶ月ぶりにチャレンジャーがモンスター5人抜きを目指す従来の形式で実施。バトルのルールが大幅に改変された。変更点を以下に示す。
  - バトルビートのBPMとTURN（小節数）は、各ラウンドの開始前にチャレンジャーが回す「ダンジョンルーレット」により決定される（下表のBPM 4種類、TURN 5種類の16通りの組み合わせのいずれか）。
  - チャレンジャーには挑戦前に3枚の「チャンスカード」が与えられ、任意のラウンドの開始前に使用できる。
    - BEAT：1ラウンドに限り、ダンジョンルーレットの「BPM」の出目を指定できる。
    - TURN：1ラウンドに限り、ダンジョンルーレットの「TURN」の出目を指定できる。
    - CHANGE：対戦するモンスターを変更することができる。ROUND1開始前にのみ使用でき、対戦相手を指名することはできない。

| BPM                          | TURN           |
| ---------------------------- | -------------- |
| LOW(～84）                   | 8小節×2ターン  |
| MIDDLE（85～114）            | 8小節×3ターン  |
| FAST（115～）                | 8小節×4ターン  |
| ACAPPELLA（0） ※60秒×2ターン | 16小節×2ターン |
| ACAPPELLA（0） ※60秒×2ターン | 32小節×1ターン |

なお、実際のバトルでは小節数を間違えてしまうトラブル が起きたことがあるが、特にペナルティなどはなかった。

## 出演

### メインMC・オーガナイザー
- Zeebra

### 進行
- サイプレス上野
初代モンスター。番組降板後、4th seasonのRec5-4より番組ナレーションを担当し（番組当初より進行・ナレーションを務めていたUZIの降板に伴う代役。5th season Rec8まで）、5th seasonより正式な2代目進行役として出演。

### ナレーション
- 木村昴　-  5th season Rec9より担当。[20]

### 3代目モンスター
- ID - 5th seasonで「ブラックモンスター」として出演。
- ERONE（韻踏合組合）- 6th seasonまで審査員を担当。
- JUMBO MAATCH（Mighty Jam Rock）
- FORK (ICE BAHN) - 2代目モンスターから続投。
- 呂布カルマ - 2代目モンスターから続投。
- TKda黒ぶち- 6th seasonで「モンスター維新軍」として出演。「3代目モンスター決定戦」勝者。
7th season Rec1から番組に出演する凄腕ラッパー。
番組収録中は「モンスタールーム」と呼ばれる部屋で待機しており、収録中に頻繁に中継が繋がる。

### ラスボス
- R-指定 (Creepy Nuts)
最終戦のみに登場するモンスター。6th seasonより2代目ラスボスに就任。番組初回から3rd seasonまで初代モンスターとして出演していた。

### DJ
- DJ CELORY
試合中のバトルビートを担当しているDJ。4th seasonから番組に出演。

### 審査員
- いとうせいこう
- LiLy
- KEN THE 390
- 漢 a.k.a.GAMI - 7th seasonより。

#### ゲスト審査員
1st seasonで晋平太が審査員を降板して以降、その席にはゲスト審査員を置くようになった。Recごとに毎回ゲスト審査員を招いていた。

### 6th season以前の出演者

#### 司会進行・ナレーション
- UZI
1st seasonから、4th season Rec6まで出演。

#### 初代モンスター
- R-指定(Creepy Nuts)
- 漢 a.k.a.GAMI
- サイプレス上野
- T-Pablow
- CHICO CARLITO  - 2nd seasonから参加
- DOTAMA  - 2nd seasonから参加
番組初回から3rd seasonまで番組に出演していた凄腕ラッパー。3rd seasonをラストに全員卒業。4th seasonの最初に『MONSTER卒業式』が行われた。

#### 2代目モンスター
- ACE
- 崇勲
- FORK (ICE BAHN)
- 呂布カルマ
- 裂固
- 輪入道
4th seasonから番組に出演していた凄腕ラッパー。6th season Rec2をラストに卒業。その後、戦績上位2名の呂布カルマとFORKは「3代目モンスター」として続投し、残り4名は「3代目モンスター決定戦」トーナメントに参加。

ラスボス
- 般若

5TH BATTLEのみに登場するラスボス。他のモンスターとは区別されており、待機場所もモンスタールームとは別の「般若ルーム」と呼ばれる部屋となっている。番組内では、基本的にバトル以外では喋らず、謎の通訳・山下新治 を介してコメントを発表したり、寸劇を行ったりする。ただし、般若が他のキャラクターに扮しているときは発言することもある。番組初回から出演し5th seasonをラストに卒業。

#### 審査員
- 晋平太
1st seasonのみ審査員として出演。番組内でチャレンジャーとしての挑戦を宣言して番組降板（実際は、共演していた漢 a.k.a GAMI・般若とのいざこざが原因と考えられる）。3rd seasonのRec7に出演して、ラスボス般若を撃破し番組初の100万円獲得者となった。

#### DJ
- DJ SN-Z（OZROSAURUS）
1st seasonから3rd seasonまで試合中のバトルビートを担当していたDJ。

## 出演者の不祥事
- UZI
  - 番組初回より進行を務めていたが、2018年1月15日に大麻取締法違反で現行犯逮捕されていたことが発覚したため降板[22]。番組では1月17日に放送予定だった回を総集編に差し替え。番組冒頭には「番組内容を変更してお送りしています」のテロップが表示され、ナレーションを含むUZIの音声をカットし放送した。その翌週からの収録分はナレーションに代役を立て、UZIの姿が映らないような編集をした上で放送されていた。
- 漢 a.k.a.GAMI
  - 2020年5月2日、大麻取締法違反の現行犯で警視庁戸塚警察署に逮捕されていたことが同月7日に発覚した[23] ことを受けて、同月12日放送回から出演を見送り[24]。

## 配信
- 番組初期は全ての放送回がYouTubeにて配信されていた。テレビ番組が公式にyoutubeで配信されるのは極めて異例であったが、権利許諾の負荷を理由に2016年5月5日に配信終了した（最新回の第30回のみ2016年5月10日で配信終了）[25]。
- 第29回よりAbemaTVにてストリーミング配信が開始。2017年5月まではバラエティチャンネルで配信されていたが、チャンネル廃止に伴い現在はAbemaSPECIALチャンネルに移行。
- 第82回よりAbemaTV内機能ABEMAビデオにてオンデマンド配信が開始。最新回が無料で視聴できるほか、過去の放送回も全て配信されていた[26]。しかし前述のUZI・漢の不祥事を受け、大半の回の配信が2022年10月9日まで停止されていた。

## 放送リスト
太字はそのRecで般若を倒し完全制覇したチャレンジャー。

### 特別番組
| タイトル                                                                  | 配信日         | 配信時間       | ゲストライブ | 配信元  |
| ------------------------------------------------------------------------- | -------------- | -------------- | --- | ------- |
| Monsters War                                                              | 2016年7月3日   | 19:00 - 22:30  | SKY-HI、ANARCHY | AbemaTV |
| 東西!口迫歌合戦                                                           | 2016年12月31日 | 20:00 - 23:45  | AKLO、SEEDA、AK-69、ANARCHY | AbemaTV |
| Monsters War 2017                                                         | 2017年12月30日 | 20:00 - 翌0:00 | SHINGO☆西成、GAGLE feat. KGE THE SHADOWMEN & 鎮座DOPENESS、 IO，紅桜 & zeebla、KEN THE 390 Feat. ERONE, FORK, 裂固, Mr.Q、 JP THE WAVY、DJ CHARI & DJ TATSUKI Feat. Weny Dacillo, Pablo Blasta & JP THE WAVY | AbemaTV |
| 有名人が監督 プロラッパーチームを作ろう！ 悶絶のガチバトルSP              | 2019年1月2日   | 20:00 - 翌0:00 | JinDogg、AKLO、Normcore Boys、さかいゆう、Awich | AbemaTV |
| フリースタイル Monsters War 2020 令和までお待たせしすぎたかもしれませんSP | 2020年1月2日   | 20:00 - 翌0:00 | 2代目モンスター、SOCKS、MC TYSON、SATORU、舐達麻 | AbemaTV |

## 特別番組
いずれもAbemaTVのチャンネル「AbemaSPECIAL」にて配信。

### Monsters War
2016年7月3日配信。通常放送での1対1のMCバトルとは異なり、3人1チームの団体戦で行われた。
チームはフリースタイルダンジョンのラスボス・般若を除いたモンスター6人がリーダーとなり、過去に出場したチャレンジャー達が加わった編成となっている。過去に出場したチャレンジャーは過去の放送で1ST BATTLEを制した者を選抜した。チームのメンバーは大会前にモンスター達の間で行われたドラフト会議にて決定した。
なおGADOROが選抜されていたものの出場を棄権したため、代わりにsecond seasonにて１勝以上しているHIDADDYが選ばれている。

#### 出場者・チーム編成
| Aブロック          | Aブロック           | Aブロック   |
| TEAM T-Pablow      | TEAM 漢 a.k.a.GAMI  | TEAM DOTAMA |
| ------------------ | ------------------- | ----------- |
| T-Pablow           | 漢 a.k.a.GAMI       | DOTAMA      |
| TKda黒ぶち         | CIMA                | 掌幻        |
| USU a.k.a.SQUEZ    | SALVADOR            | Dragon One  |
| Bブロック          |                     |             |
| TEAM CHICO CARLITO | TEAM サイプレス上野 | TEAM R-指定 |
| CHICO CARLITO      | サイプレス上野      | R-指定      |
| D.D.S              | 崇勲                | KOPERU      |
| 焚巻               | 押忍マン            | HIDADDY     |

#### 詳細
6つのチームがAブロックとBブロックの2つに分かれ総当たりをし、それぞれ1位のチームが決勝に進出。優勝チームには賞金100万円が与えられる。判定は通常放送と同じく5人の審査員の多数決よりに決まる。尚、総当たり戦の結果で3チームが引き分けだった場合は1ROUNDの平均獲得ポイント（合計ポイント÷対戦ラウンド数）で判定される。
審査員は本放送レギュラーの4人に「As One」主催の太華を加えた5人が務めた。
対戦ルールは8小節3ターンの3本勝負。2本先取で勝利。ただし、判定が全員一致するとクリティカルヒットとなり、その時点で勝利が確定。団体戦なので1人で対決しても3人で対決してもかまわない。先攻後攻はチームのリーダーのじゃんけんで決まり、以後ラウンド毎に逆となる。
結果、Aブロックからは2勝でTEAM DOTAMAが、全チームが1勝1敗で並んだBブロックからは平均獲得ポイントでの判定の末TEAM R-指定が勝ち上がった。決勝では第2ラウンドでTEAM DOTAMAがクリティカルヒットを決め優勝、賞金100万円を獲得した。
番組のラストは出演者総出 によるサイファーと「証言」「一網打尽」の歌唱が行われた。最終的な番組の視聴数は138万に上った。

### 東西!口迫歌合戦
2016年12月31日配信。タイトルは同時間帯に地上波のテレビ・ラジオにて放送されるNHK紅白歌合戦に由来する。
モンスターや過去に出場したチャレンジャー、審査員などから総勢20人の強豪ラッパーが集結し、東軍と西軍に分かれバトルを繰り広げる。優勝チームには賞金300万円が贈られる。

#### 出場者
| 東軍                     | 東軍           | 西軍     | 西軍          |
| ------------------------ | -------------- | -------- | ------------- |
| MC☆ニガリ a.k.a.赤い稲妻 | 漢 a.k.a.GAMI  | R-指定   | ERONE         |
| KEN THE 390              | サイプレス上野 | 押忍マン | GADORO        |
| SIMON JAP                | 崇勲           | KOPERU   | CIMA          |
| T-PABLOW                 | DOTAMA         | じょう   | CHICO CARLITO |
| Lick-G                   | 輪入道         | HIDDADY  | 呂布カルマ    |

五十音順。SIMON JAPと呂布カルマが番組初参戦（ただしSIMON JAPはゲスト審査員として過去に出演）。

#### 対戦カード
東軍 VS 西軍。
第1試合：崇勲 VS HIDADDY
第2試合：サイプレス上野 VS 押忍マン
第3試合：Lick-G VS KOPERU
第4試合：T-PABLOW VS CHICO CARLITO
第5試合：輪入道 VS CIMA
第6試合：MC☆ニガリa.k.a.赤い稲妻 VS じょう
第7試合：KEN THE 390 VS ERONE
第8試合：SIMON JAP VS GADORO
第9試合：漢 a.k.a.GAMI VS 呂布カルマ
第10試合：DOTAMA VS R‐指定
対戦カードは視聴者によるリクエストを基に決定した。

#### 詳細
すべて1on1でのワンマッチ制。各試合における審査員からの得票数がチームのポイントとなり、10試合での合計ポイントにより優勝が決まる。ただしクリティカルヒットが発生した場合のみボーナスポイントが加算される（ROUND1でクリティカルの場合15ポイント、ROUND2での場合10ポイント+ROUND1での得票数）。
バトルは8小節・2ターンの3本勝負。先行後攻はROUND1のみじゃんけんで決まり、以降は直前のROUNDを落とした側が選択できる。
審査員は本放送レギュラーの4人に加え、GUEST審査員としてMC正社員、YOWTH、DARTHREIDERの3名が持ち回りで務めた（審査員であるKEN THE 390とERONEの試合が組まれていたため）。
結果、10試合での総合得点は東軍67ポイント、西軍73ポイントとなり西軍が優勝を果たした（勝数は両軍とも5勝5敗、クリティカルヒットも両軍3回ずつだった）。第9戦終了の時点で両軍の差は僅か1ポイントであり、「因縁の対決」と銘打たれた最終戦でR-指定がDOTAMAを下し優勝を決めた形となった。
ラストにはふたたび出演者総出のサイファー が行われ、Zeebraによる審査員と全出場者紹介で番組は締めくくられた。最終的な視聴数は340万に上り、当時のabemaTVの歴代最多記録を更新した。

### Monsters War 2017
2017年12月30日配信。サブタイトルは「お前ら時代に忖度してる場合じゃねぇぞ！全員ブッ潰してやるスペシャル」。
2代目モンスター6人がチームリーダーとなる3人一組チームでの団体戦。メンバーは「初代モンスター」6人と、過去の番組の出演者から選抜された「凄腕ラッパー」6人から各1名ずつドラフト会議にて決定される。

#### 出場者・チーム編成
| Aブロック     | Aブロック     | Aブロック       |
| TEAM 崇勲     | TEAM 輪入道   | TEAM FORK       |
| ------------- | ------------- | --------------- |
| 崇勲          | 輪入道        | FORK (ICE BAHN) |
| CHICO CARLITO | DOTAMA        | サイプレス上野  |
| NAIKA MC      | MU-TON        | SIMON JAP       |
| Bブロック     |               |                 |
| TEAM 裂固     | TEAM ACE      | TEAM 呂布カルマ |
| 裂固          | ACE           | 呂布カルマ      |
| T-Pablow      | 漢 a.k.a.GAMI | R-指定          |
| じょう        | TKda黒ぶち    | 晋平太          |

#### 詳細
6つのチームがAブロックとBブロックの2つに分かれ総当たりをし、それぞれ1位のチームが決勝に進出。優勝チームには賞金300万円が与えられる他、審査員の協議により決定されるMVPには100万円が与えられる。
対戦ルールは8小節3ターンの3本勝負。2本先取で勝利。通常の放送とは異なりクリティカルヒットは無し。審査員の得票数がチームのポイントとなり、最も獲得ポイントが多かったチームが決勝進出。2ラウンドで決着が付いた場合はROUND3のポイントは勝利チームに3点、敗北チームに2点が振り分けられる。先攻後攻はチームのリーダーのじゃんけんで決まり、以降は直前のROUNDを落とした側が選択できる。
結果、AブロックからはTEAM 輪入道、BブロックからはTEAM 呂布カルマがそれぞれ2勝かつポイント最多で勝ち抜け。決勝ではTEAM 輪入道が2本連取で優勝を決め、賞金300万円を獲得した。MVP賞は輪入道。
番組のラストは出演者総出 のサイファーで締めくくられた。総視聴数は280万。

### フリースタイルダンジョンPresents 有名人が監督プロラッパーチームを作ろう！悶絶のガチバトルSP
2019年1月2日、20時よりAbema SPECIALで配信。モンスターラッパーがANARCHY、JESSE、渡部建、品川祐4人が監督を務めるチームにそれぞれ分かれ、フリースタイルバトルで団体戦を行う。
メンバーは2代目モンスター6人、初代モンスター3人（漢 a.k.a.GAMI、R-指定、DOTAMA）、選抜ラッパー3人（じょう、SIMON JAP、HARDY）の計12名から各3名を監督によるドラフトにより選抜。

#### 出場者・チーム編成
| TEAM JESSE | TEAM 渡部            | TEAM 品川       | TEAM ANARCHY  |
| ---------- | -------------------- | --------------- | ------------- |
| 裂固       | R-指定 (Creepy Nuts) | FORK (ICE BAHN) | 呂布カルマ    |
| SIMON JAP  | 輪入道               | DOTAMA          | 漢 a.k.a.GAMI |
| HARDY      | じょう               | 崇勲            | ACE           |

#### 詳細
4チームによる総当たり戦。バトルは8小節3ターン制での1on1で、通常回とは異なり1ラウンドで終了。勝者はそのまま次の対戦相手と連戦する勝ち抜き戦方式で、相手チームを3人全滅させた側の勝利。監督は先鋒・中堅・大将の登場順の決定および先攻後攻の選択権を賭けてのじゃんけんを行う。優勝チームには賞金300万円が与えられる他、審査員の協議により決定されるMVPには100万円が与えられる。
結果、TEAM渡部、TEAM品川、TEAM ANARCHYが2勝ずつで並び、3チームによる1戦ずつの延長戦を実施。再び1勝ずつで並んだため、延長戦での審査員からの獲得票数の合計の差でTEAM ANARCHYが優勝を果たした。またMVPは6戦5勝の成績を収め、かつ今大会唯一の3人抜きを果たした崇勲が受賞。総視聴数は約220万（Abema SPECIALチャンネル経由での120万、HIPHOPチャンネル経由での100万を合算した値）。

### フリースタイル Monsters War 2020 令和までお待たせしすぎたかもしれませんSP
2020年1月2日、20時より配信。モンスターラッパーが竹中直人、木村昴、ANARCHY、久保田かずのぶ(とろサーモン)&レイザーラモンRG、あばれる君&バッドナイス常田が監督を務めるチームにそれぞれ分かれ、フリースタイルバトルで団体戦を行う。
メンバーは3代目モンスターから6人、初代、2代目モンスターから3人(DOTAMA、輪入道、裂固)、2年ぶりの復活となるUZI、そしてハイスクールモンスター5人(ベル、Fuma no KTR、龍鬼、MCリトル、S-Kaine)の計15名から各3名を監督によるドラフトにより選抜。

#### 出場者・チーム編成
| TEAM 竹中直人 | TEAM 木村昴                   | TEAM ANARCHY | TEAMブラックカンパニー | TEAM ABダブシャイン’s |
| ------------- | ----------------------------- | ------------ | ---------------------- | --------------------- |
| 輪入道        | JUMBO MAATCH(Mighty Jam Rock) | 呂布カルマ   | DOTAMA                 | FORK(ICE BAHN)        |
| TKda黒ぶち    | ID                            | 裂固         | ERONE(韻踏合組合)      | UZI                   |
| ベル          | Fuma no KTR                   | 龍鬼         | MCリトル               | S-kaine               |

#### 詳細
5チームによる総当たり戦。8小節2ターン制の3本勝負。2本先取で勝利。通常の放送と異なクリティカルヒットは無し。監督はバトル毎に選出する人数(1〜3人)及びメンバーを決定する。優勝チームには300万円が与えられる。
結果、最終バトルでMCリトル(TEAM ブラックカンパニー)がTKda黒ぶち(TEAM 竹中直人)を下し、TEAM ブラックカンパニーが3勝を決めて優勝を果たした。
ラストには出演者総出のサイファーが行われた。

## スピンオフ番組

### ハイスクールダンジョン
2020年2月28日から、AbemaTV（2020年4月よりABEMAに改称）のAbemaSPECIALチャンネルにて、本番組のスピンオフ番組『ハイスクールダンジョン』（HIGH SCHOOL DUNGEON; HSDGN）が配信開始された。タイトル通り、日本全国の高校生MCが「ハイスクールモンスター」とフリースタイルで対決する。基本的な対戦ルールは『フリースタイルダンジョン』を踏襲している。ラスボス撃破の賞金は30万円。Season0 Rec1では、完全制覇者には本家『フリースタイルダンジョン』への出場権も贈られることになっていた。2020年6月での『フリースタイルダンジョン』終了以降も配信は続けられたが、2021年5月以降の配信が無く実質的な終了となった。

### フリースタイルモンスター
2022年1月2日から同年1月30日まで、毎週日曜21:00 - 21:30にABEMAのHIPHOPチャンネルにて、スピンオフ番組『フリースタイルモンスター』を全5回にわたって配信。当番組の収録会場であったSTUDIO COASTが2022年1月30日をもって閉館することを惜しみ、「ありがとう STUDIO COAST」の副題で同会場にて観客を入れて収録された。

#### 出演者
MC
Zeebra、UZI、サイプレス上野
ナレーション
木村昴
モンスター
ID、輪入道、DOTAMA、呂布カルマ、FORK、S-kaine（隠れモンスター）、般若（ラスボス）
チャレンジャー
Nidra Assassin（HagaCray）、杉本青空（からし蓮根）、POWER WAVE、SKRYU、梵頭(HIKIGANE SOUND/東海喰種)、CIMA
審査員
いとうせいこう、ISH-ONE、LiLy、ERONE、KEN THE 390
DJ
DJ CELORY

#### 詳細
チャレンジャーが全ラウンドの先攻・後攻を選択できる。8小節2ターンの3本勝負で、2本先取で勝利。ただし、判定が全員一致するとクリティカルヒットとなり、その時点で勝利が確定。チャレンジャーの賞金は、4人目までは勝ち抜き数×10万円を獲得。5人目のラスボス・般若に勝利すると100万円獲得。途中でドロップアウトをして賞金を確定することもできるが、敗北した場合はそれまで獲得した賞金は全て没収となる。
チャレンジャーからはCIMAが4人抜きを果たし、ラスボスの般若と対戦するも1勝2敗で敗れ、賞金獲得者は現れなかった。ラストには出演者総出のサイファーが行われた。

## 挿入歌
- ビースティ・ボーイズ「So What'cha Want」（1st-3rd season チャレンジャー紹介、Abema・Youtube配信版は異なる）
- レイジ・アゲインスト・ザ・マシーン「How Could I Just Kill A Man」（1st-3rd season モンスター紹介、Abema・Youtube配信版は異なる）
- ザ・ヘヴィー「Same Ol'」（隠れモンスター紹介、Abema・Youtube配信版は異なる）
- UZI「Knock Out feat. ZEEBRA」（4th season チャレンジャー紹介）
- サイプレス上野とロベルト吉野「ぶっかます」（4th season- チャレンジャー紹介）
- ACE「com on! feat. 般若, Zeebra」（4th season- モンスター紹介）
- Zeebra「Bring It Back」（first seasonおよび特別編オープニング）
- Grand Master All Stars「Drop The Bomb」（2nd-3rd season オープニング）
- Dungeon Monster「MONSTER VISION」（6th season- オープニング、他番組各所で使用）
- キングギドラ「フリースタイル・ダンジョン」（ラスボスルーム中継）
- Zeebra「Street Dreams」（100万円獲得時、優勝決定時）

### モンスター登場曲
|                | 楽曲                                                   | 使用開始時期    |
| -------------- | ------------------------------------------------------ | --------------- |
| R-指定         | 生業 / Creepy Nuts                                     | 7th season Rec2 |
| R-指定         | スポットライト / Creepy Nuts                           | 5th season Rec3 |
| R-指定         | 助演男優賞 / Creepy Nuts                               | 3rd season Rec5 |
| R-指定         | 刹那 / Creepy Nuts                                     | 2nd season Rec2 |
| R-指定         | トレンチコートマフィア feat.R-指定 / DJ松永            | 1st season Rec2 |
| 漢 a.k.a.GAMI  | ワルノリデキマッテル / 漢 a.k.a.GAMI                   | 5th season Rec8 |
| 漢 a.k.a.GAMI  | Beginning Of The End / 漢 a.k.a.GAMI                   | 5th season Rec3 |
| 漢 a.k.a.GAMI  | 新宿ストリート・ドリーム / 漢 a.k.a.GAMI               | 3rd season Rec6 |
| 漢 a.k.a.GAMI  | my money long / 漢 a.k.a.GAMI                          | 1st season Rec1 |
| サイプレス上野 | PRINCE OF YOKOHAMA 2016 / サイプレス上野とロベルト吉野 | 2nd season Rec2 |
| サイプレス上野 | PRINCE OF YOKOHAMA / サイプレス上野とロベルト吉野      | 1st season Rec1 |
| T-Pablow       | HomeBoy feat. Yellow Pato, Benjazzy / T-Pablow         | 3rd season Rec7 |
| T-Pablow       | Life Style / BAD HOP                                   | 2nd season Rec3 |
| T-Pablow       | IN MY BLOOD / 2WIN                                     | 1st season Rec1 |
| CHICO CARLITO  | C.H.I.C.O. / CHICO CARLITO                             | 2nd season Rec1 |
| DOTAMA         | 悪役 / DOTAMA                                          | 5th season Rec3 |
| DOTAMA         | 楽曲のテーマは「テーマ」 / DOTAMA                      | 3rd season Rec5 |
| DOTAMA         | 音楽ワルキューレ2 / DOTAMA                             | 2nd season Rec1 |
| 般若           | はいしんだ feat. SAMI-T from Mighty Crown / 般若       | 1st season Rec2 |

|            | 楽曲                                   | 使用開始時期    |
| ---------- | -------------------------------------- | --------------- |
| ACE        | ディアブロ / ACE                       | 5th season Rec7 |
| ACE        | com on! feat. 般若,Zeebra / ACE        | 4th season Rec1 |
| 崇勲       | わかってねえな / 崇勲                  | 4th season Rec1 |
| FORK       | LEGACY / ICE BAHN                      | 5th season Rec7 |
| FORK       | RHYME GUARD / ICE BAHN                 | 4th season Rec1 |
| 呂布カルマ | さようなら / 呂布カルマ                | 4th season Rec1 |
| 裂固       | 夢の果て / 裂固                        | 5th season Rec8 |
| 裂固       | Keep On Runnin' / 裂固                 | 4th season Rec1 |
| 輪入道     | UNDERGROUND ROOTS feat.Zeebra / 輪入道 | 5th season Rec8 |
| 輪入道     | 徳之島 / 輪入道                        | 5th season Rec2 |
| 輪入道     | 俺はやる / 輪入道                      | 4th season Rec1 |

|              | 楽曲                  | 使用開始時期    |
| ------------ | --------------------- | --------------- |
| ID           | 10000ft / ID          | 7th season Rec1 |
| ERONE        | UPGRADE / ERONE       | 7th season Rec1 |
| JUMBO MAATCH | BADBOY / JUMBO MAATCH | 7th season Rec1 |
| Tkda黒ぶち   | Dream / Tkda黒ぶち    | 7th season Rec1 |

### エンディングテーマ
- SKY-HI「Enter The Dungeon」(2015年9月30日～2016年4月6日)
- SKY-HI「Welcome To The Dungeon」（2016年4月13日～2016年10月5日）
- SKY-HI「Dungeon Survivors」（2016年10月12日～2017年11月21日）
- THE RAMPAGE from EXILE TRIBE「100degrees」（2017年11月28日～2019年5月29日）
- BALLISTIK BOYZ from EXILE TRIBE「Make U a Believe」（2019年6月5日～）

## 楽曲
2017年6月7日に初代モンスター7人のマイクリレーによる共同楽曲「MONSTER VISION」（Dungeon Monsters名義）が配信リリースされた。
Dungeon Monsters
| 枚数 | 発売日       | タイトル       | 販売形態    | レーベル     |
| ---- | ------------ | -------------- | ----------- | ------------ |
| 1    | 2017年6月7日 | MONSTER VISION | iTunes、AWA | GRAND MASTER |

## スタッフ
- 企画協力：Ameba
- 構成：カツオ
- TD：日高朋弘
- CAM：中島大樹、浦谷清顕、落合勝芳
- VE：大井剛、石田崇
- 美術：村上輝彦
- デザイン：秋元博
- 美術進行：野口香織
- 装置：野間恵美子
- 大道具：作田慎之介
- 特効：吉川剛史
- メイク：MARVEE
- 編集：村田清和
- MA：平久保多香子
- 音効：高島慎太郎
- CG：大森清一郎
- 編成：小古山拓矢
- 宣伝：佐々木智世
- 営業：西山幸彦
- 総合ビジネス：吉田拓海
- 技術協力：J-crew、ザ・チューブ、METASIX
- 美術協力：テレビ朝日クリエイト、フルールノン・ノン、俳優座劇場、東京特殊効果、ワンダーライト
- 音楽協力：テレビ朝日ミュージック、avex group
- 制作協力：ソロモンアイアンドアイプロダクション
- 映像提供：戦極 MCBATTLE、Libra Records、ULTIMATE MC BATTLE、罵倒 MCBATTLE
- AD：川崎一輝、矢野清楓
- ディレクター：吉田真人、肥後智一
- 演出：岡田純一（オイコーポレーション）
- AP：伊東愛
- プロデューサー：三浦康雄（テレビ朝日）、山口一美（MMJ）、坂井良美（MMJ）
- 制作：テレビ朝日、MMJ

その他、放送作家・鈴木おさむが"36"名義で監修を行っていることが明かされている。

### 過去のスタッフ
- 編成：高崎壮太
- 宣伝：井上恵莉子
- 営業：小俣貴史
- 総合ビジネス：北野雄司
- プロデューサー：大沢解都（テレビ朝日）